# Chamberlain Oguchi
Chamberlain Emeka Oguchi (Houston, 28 aprile 1986) è un ex cestista nigeriano naturalizzato statunitense.

## Carriera
Con la Nigeria ha disputato due edizioni dei Giochi olimpici (Londra 2012, Rio de Janeiro 2016), i Campionati mondiali del 2006 e quattro edizioni dei Campionati africani (2005, 2007, 2009, 2015).